# Eucísia

Eucísia é uma povoação portuguesa do Município de Alfândega da Fé que foi sede da Freguesia de Eucísia, freguesia que tinha 21,45 km² de área e 128 habitantes (2011), e, por isso, uma densidade populacional de 6 hab/km².
A Freguesia de Eucísia foi extinta (agregada) em 2013, no âmbito de uma reforma administrativa nacional, tendo sido agregada às freguesias de Gouveia e Valverde, para formar uma nova freguesia denominada União das Freguesias de Eucísia, Gouveia e Valverde da qual é sede.

## População
| População da freguesia de Eucisia (1864 – 2011) | População da freguesia de Eucisia (1864 – 2011) | População da freguesia de Eucisia (1864 – 2011) | População da freguesia de Eucisia (1864 – 2011) | População da freguesia de Eucisia (1864 – 2011) | População da freguesia de Eucisia (1864 – 2011) | População da freguesia de Eucisia (1864 – 2011) | População da freguesia de Eucisia (1864 – 2011) | População da freguesia de Eucisia (1864 – 2011) | População da freguesia de Eucisia (1864 – 2011) | População da freguesia de Eucisia (1864 – 2011) | População da freguesia de Eucisia (1864 – 2011) | População da freguesia de Eucisia (1864 – 2011) | População da freguesia de Eucisia (1864 – 2011) | População da freguesia de Eucisia (1864 – 2011) |
| ----------------------------------------------- | ----------------------------------------------- | ----------------------------------------------- | ----------------------------------------------- | ----------------------------------------------- | ----------------------------------------------- | ----------------------------------------------- | ----------------------------------------------- | ----------------------------------------------- | ----------------------------------------------- | ----------------------------------------------- | ----------------------------------------------- | ----------------------------------------------- | ----------------------------------------------- | ----------------------------------------------- |
| 1864                                            | 1878                                            | 1890                                            | 1900                                            | 1911                                            | 1920                                            | 1930                                            | 1940                                            | 1950                                            | 1960                                            | 1970                                            | 1981                                            | 1991                                            | 2001                                            | 2011                                            |
| 448                                             | 460                                             | 617                                             | 482                                             | 513                                             | 457                                             | 453                                             | 505                                             | 603                                             | 463                                             | 392                                             | 343                                             | 221                                             | 171                                             | 128                                             |

Nos anos de 1890 a 1930 tinha anexada a freguesia de Santa Justa. Pelo decreto-lei nº 27.424, de 31/12/1936, Santa Justa passou a fazer parte integrante desta freguesia

## Localidades
A Freguesia era composta por 2 aldeias:
- Eucísia
- Santa Justa